# Cyprofibrat
Cyprofibrat, ciprofibrat (łac. ciprofibratum) – organiczny związek chemiczny, lek obniżający poziom tłuszczów we krwi. Zmniejsza stężenie cholesterolu całkowitego, frakcji LDL i trójglicerydów, podnosi stężenie cholesterolu HDL w surowicy krwi. Poprawia tolerancję glukozy. Lek wchłania się prawie całkowicie z przewodu pokarmowego. Biologiczny okres półtrwania wynosi około 80 godzin.

## Wskazania
- podwyższony poziom cholesterolu lub trójglicerydów we krwi

## Przeciwwskazania
- nadwrażliwość  na lek
- zaburzenia czynności wątroby lub nerek
- choroby pęcherzyka żółciowego

## Działania niepożądane
- ból brzucha
- nudności
- wymioty
- bóle i zawroty głowy
- bóle mięśni
- osłabienie
- senność
- skórne reakcje alergiczne

## Dawkowanie
Doustnie. Dawkę i częstotliwość stosowania ustala lekarz. Zwykle jedna kapsułka raz na dobę, w czasie posiłku. U osób z umiarkowaną niewydolnością wątroby 0,1 g co drugi dzień.

## Ostrzeżenia
W czasie leczenia należy kontrolować aktywność aminotrasferaz. Cyprofibrat może obniżać sprawność psychofizyczną, dlatego nie zaleca się prowadzenia pojazdów oraz obsługi maszyn w czasie jego przyjmowania. Nie stosować w okresie karmienia piersią.

## Preparaty
- Lipanor – kapsułki 0,1 g